# Edsvalla
Edsvalla est une localité de Suède dans la commune de Karlstad située dans le comté de Värmland.

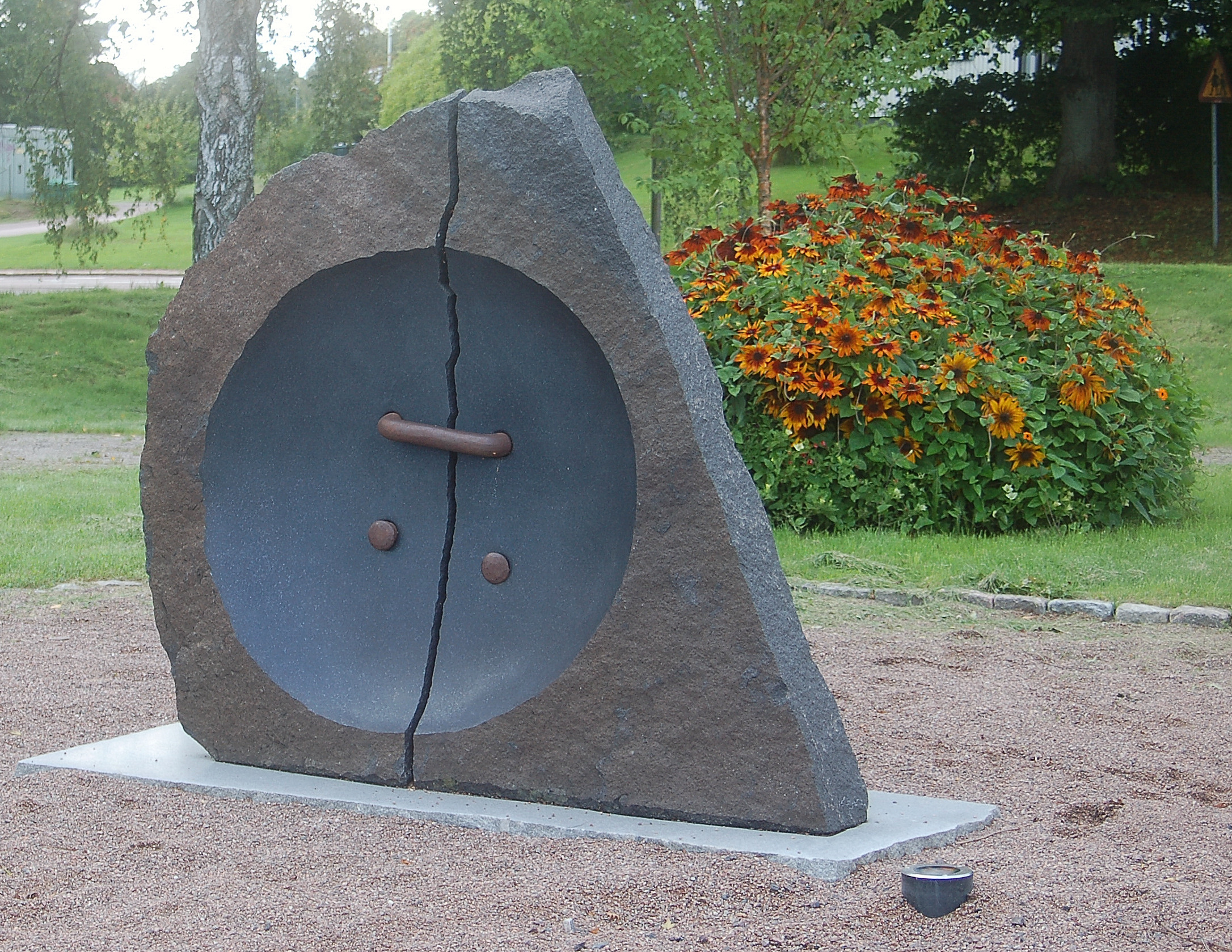
Bouton noir par Hiroshi Koyama, sculpture située à l'extérieur de la gare d'Edsvalla.

Sa population était de 717 habitants en 2019.